# 稲荷家房之介
稲荷家 房之介（いなりや ふさのすけ、3月12日 - ）は、日本のイラストレーター、漫画家。瀬戸内出身。女性。

## 概要
- 主にボーイズラブ系小説の挿絵を数多く。
- 九条 友淀（くじょう ともよど）というペンネームでも執筆。
- 2003年4月に初の単行本『楽園の泉』が発売される。
- 2009年5月 - 10月に『百日の薔薇』がOVA化された。

連載中作品
- 猫エッセイ漫画「ちたにゃんがきた！」を『ねことも』（大都社）に連載中。※九条友淀名義
- 竜の血族たちの異世界ファンタジー「Code:Leviathan」を『Chara（キャラ）』（徳間書店）に連載中。
- 「灰羽戦線」を『MAGAZINE BE×BOY』（リブレ出版）に不定期掲載。

## 作品リスト

### コミックス
- 楽園の泉（マガジンZERO連載）
- ザイオンの小枝（マガジンBE×BOY掲載）
- 百日の薔薇（コミックアクア連載→ihr HertZ連載）
- 青の双翼 Phantom of Dragon（haruca連載→月刊アクション連載）
- 玻璃の花（HertZ連載→ihr HertZ連載）
- 新装版『百日の薔薇 Maiden Rose Ⅰ・Ⅱ』２０２１年９月１日（水）発売予定
- 『百日の薔薇 Maiden Rose Ⅲ』２０２１年１１月１日（月）発売予定

九条友淀名義
- 幼年期安倍晴明異聞 未明の獣（陰陽師アンソロジー連載）
- 青年期安倍晴明異聞 黎明の花（陰陽師アンソロジー連載）
- 仔猫とわたし。（ハムスター倶楽部スペシャル連載）
- 仔猫の毎日（ねこかん連載）
- 魂消 マンガ家のスピリチュアル(?)体験記（LCミステリー連載）
- ちたにゃんがきた!（ねことも連載）

### 小説挿絵
- B.L.T （文：木原音瀬）
- 青水無月 （文：水原とほる）
- ビューティフル・プア （文：榎田尤利）
- 愛しすぎる情熱 （文：英田サキ）
- 檻の中の純情 執事は知謀を巡らせる （文：バーバラ片桐）
- 白薔薇姫の恋愛媚薬 （文：バーバラ片桐）
- 水曜日の悪夢 （文：夜光花）
- 金曜日の凶夢 （文：夜光花）
- プラクティス （文：ひちわゆか）
- ガーディアン 守護者の数字 （文：生野稜）
- 仙化恋情 （文：生野稜）
- 千年恋舞 （文：生野稜）
- 陵辱と純情にゆれる獣 （文：秀香穂里）
- ひそやかに愛を暴け （文：藤森ちひろ）
- 跪いて愛を誓え （文：藤森ちひろ）
- したたかに愛を奪え （文：藤森ちひろ）
- 蝶宮殿の王子様 （文：沙野風結子）
- 花嫁は夜に散る （文：愁堂れな）
- 花嫁は閨に惑う （文：愁堂れな）
- 不在証明―アリバイ （文：愁堂れな）
- 有罪証明―ギルティ （文：愁堂れな）
- 契愛 （文：あさひ木葉）
- 甘美な謀略に堕ちて （文：高崎ともや）
- スサの神謡 （文：秋月こお）
- 未冷の熱 （文：柊平ハルモ）
- 未然の恋 （文：柊平ハルモ）
- 永田町で逢いましょう （文：四谷シモーヌ）
- 倫敦夜想曲 （文：四谷シモーヌ）
- 愚かしくも愛おしく （文：妃川螢）
- 代償は獣の罠 （文：魚谷しおり）
- 艶やかな抑情の花 （文：伊郷ルウ）
- 悪辣で優しい男 （文：火崎勇）
- 太陽は夜に惑う （文：真瀬もと）
- 覇帝激愛 （文：遠野春日）
- 千夜一夜に接吻けて （文：篠原まこと）
- 千夜一夜に口説かれて （文：篠原まこと）
- 禁断の花 （文：泉美アリナ）
- 虜囚 （文：剛しいら）
- まほろば恋奇譚 ～成愛篇～ （文：剛しいら）
- まほろば恋奇譚 ～秘恋篇～ （文：剛しいら）
- 惚れたら最期 （文：剛しいら）
- 惚れたら危険 （文：剛しいら）
- 十字架とピストル （文：甲山蓮子）
- 傍若無人なアプローチ! （文：北川とも）
- 華蜜の斎王 （文：谷崎泉）

### 同人誌
- 肉球手帳
- 彼らには向かない職業
- ひみつきち通信 春夏号+maimai
- ひみつきち通信 秋冬号+にゃん
- たおやかな狂える手に
- PROMISED LAND
- 肉球Cafe
- Halloween Special
- Halloween Special Ⅱ ～夜の部～
- Halloween Night
- 西國海道いろいろ
- 西國密書
- 花喰鬼
- おこぼれ再録帳
- 仁義なき肉球編 週末の過ごし方
- 蜜の底
- Blue Nathanael　（表紙には Blue Nahtanael となっている）
- Maiden Rose
- 眩暈流離譚
- 軍のにゃんこの銀の鈴
- Fahrenheit451
- 次元には向かない職業
- 稲荷家房之介の手口